# Sébastien Lacroix (combiné nordique)
Pour les articles homonymes, voir Sébastien Lacroix et Lacroix.
Sébastien Lacroix , né le 20 avril 1983 à Saint-Claude, est un coureur du combiné nordique français dont la carrière démarre en 2001 au niveau international. 
Il participe aux Jeux olympiques d'hiver de 2010, terminant quatrième avec l'équipe de France en combiné nordique.
Il devient double champion du monde en 2013 à Val di Fiemme en Italie en remportant le relais (à quatre) et l'épreuve par équipe (en duo) associé à Jason Lamy-Chappuis.
Il est membre de l'équipe de France et licencié au club de Bois d'Amont, dont le domaine nordique comporte depuis février 2020 une piste à son nom.

## Biographie
Il est entraîné à ses débuts par Georges Bordat, auquel il rendra plusieurs fois hommage,,. Sa première participation à la coupe du monde de la discipline a lieu le 10 février 2001 à Liberec en Tchéquie.
Il prend part à la Coupe du monde à partir de la saison 2001. 
Il compte dix podiums en Coupe du monde dont une victoire en sprint par équipes le 16 décembre 2011 avec Jason Lamy-Chappuis et une troisième place en gundersen sur grand tremplin le 1er décembre 2012, son unique podium individuel en Coupe du monde. Il compté également trois secondes places en relais en 2010, 2013 et 2014, deux troisièmes places en relais le 14 janvier 2011 avec Lamy-Chappuis, Maxime Laheurte et Braud en 2012 puis en 2013, en sprint par équipes le 4 février 2012 avec François Braud, en sprint par équipe le 2 décembre 2012 et le 13 janvier 2013 avec Lamy-Chappuis puis le 1er mars 2014 avec François Braud. Il a également pris part à deux éditions des Jeux olympiques d'hiver, en 2010 à Vancouver et en 2014 à Sotchi avec pour meilleur résultat la 4e place en relais, ainsi qu'à deux éditions des Championnats du monde en 2009 et 2011 avec pour meilleur résultat la 4e place en relais en 2009 et 2011.
En février 2013, il remporte la médaille d'or du relais lors des Championnats du monde à Val di Fiemme en Italie grâce à un dernier relais de haut niveau de son équipier Jason Lamy-Chappuis.
Quelques jours plus tard, il remporte l'épreuve par équipe, en duo, toujours associé à Jason Lamy-Chappuis. Les deux Français se classent quatrièmes du saut à ski et entament le ski de fond avec un retard de 43 secondes sur la paire allemande Edelmann-Frenzel alors en tête. Les Français remontent leurs adversaires lors des différents relais de la course et s'imposent finalement devant les équipes d'Autriche et d'Allemagne.
En Coupe du monde de combiné nordique, Lacroix gagne le sprint par équipe de Seefeld avec Jason Lamy-Chappuis en 2011-2012. Il obtient le 1er décembre 2012 son premier podium individuel en prenant la troisième place de la gundersen de Kuusamo.
En février 2015 il participe aux Championnats du monde à Falun, où il remporte la médaille de bronze du relais par équipe.
Il met un terme à sa carrière à la fin de la saison 2015 comme son ami Jason Lamy-Chappuis.
Après sa carrière, il devient motard pour les douanes françaises. Il commente régulièrement les compétitions de saut à ski et de combiné nordique sur la chaîne de télévision Eurosport. Lors des épreuves de combiné nordique aux Jeux olympiques de la jeunesse d'hiver de 2020, il officie en tant que directeur de course.

## Palmarès

### Jeux olympiques
| Épreuve / Édition | Gundersen     | Gundersen      | Relais |
| Épreuve / Édition | Petit tremlin | Grand tremplin | Relais |
| JO 2010 Vancouver | 19e           | 19e            | 4e     |
| JO 2014 Sotchi    | 28e           | 21e            | 4e     |

### Championnats du monde
| Épreuve / Édition           | Gundersen      | Gundersen      | Départ en ligne                  | Par équipe                       | Relais                           | Relais                           |
| Épreuve / Édition           | Petit tremplin | Grand tremplin | Départ en ligne                  | Par équipe                       | Petit tremplin                   | Grand tremplin                   |
| Mondiaux 2009 Liberec       | 27e            | Non partant    | 34e                              | Épreuve inexistante à cette date | Épreuve inexistante à cette date | 4e                               |
| Mondiaux 2011 Oslo          | 30e            | 23e            | Épreuve inexistante à cette date | Épreuve inexistante à cette date | 5e                               | 4e                               |
| Mondiaux 2013 Val di Fiemme | 11e            | 7e             | Épreuve inexistante à cette date | Or                               | Or                               | Épreuve inexistante à cette date |
| Mondiaux 2015 Falun         | 11e            | 8e             | Épreuve inexistante à cette date | Épreuve inexistante à cette date | Bronze                           | _                                |

### Coupe du monde
- Meilleur classement général : 10e en 2013
- 1 podium individuel.
- 12 podiums en relais dont 1 victoire.

 Dernière mise à jour le 7 mars 2015 

#### Différents classements en Coupe du monde
| Année     | Classement général final |
| 2000-2001 | 60e                      |
| 2001-2002 | 51e                      |
| 2002-2003 | 48e                      |
| 2003-2004 | -                        |
| 2004-2005 | 38e                      |
| 2005-2006 | 44e                      |
| 2006-2007 | 49e                      |
| 2007-2008 | 36e                      |
| 2008-2009 | 22e                      |
| 2009-2010 | 28e                      |
| 2010-2011 | 15e                      |
| 2011-2012 | 19e                      |
| 2012-2013 | 10e                      |
| 2013-2014 | 35e                      |
| 2014-2015 | 29e                      |

### Coupe du monde B
59 départs en Coupe du monde B, le premier à Vuokatti le premier décembre 2001 et le dernier à Chaux-Neuve le 21 janvier 2008, dont :
- une victoire :
  -  Val di Fiemme le 13 janvier 2005[11] lors d'une mass-start par équipes avec Mathieu Martinez et Ludovic Roux
- trois deuxièmes places :
  -  Pragelato le 8 janvier 2005
  -  Chaux-Neuve le 13 janvier 2007
  -  Chaux-Neuve le 19 janvier 2008
- trois troisièmes places :
  -  Klingenthal le 29 janvier 2005
  -  Kuusamo le 17 mars 2007 à deux reprises (mass-start et hurricane sprint)

### Championnats du monde junior
| Épreuve / Édition       | Gundersen         | Départ en ligne Relais | Sprint                           |
| Mondiaux 2002 Schonach  | 5e                | Médaille d'argent      | Épreuve inexistante à cette date |
| Mondiaux 2003 Solleftea | Médaille d'argent | Médaille de bronze     | 8e                               |

### Coupe OPA
Sébastien Lacroix a remporté la coupe OPA deux fois consécutives, ce qui en fait  le coureur le plus titré de cette compétition réservée aux jeunes coureurs.